# صلیب سرخ آنگولا
صلیب سرخ آنگولا(به انگلیسی: Angola Red Cross) در سال ١٩٧٨ تأسیس گردید. مرکز فرماندهی این سازمان در لوآندا واقع شده‌است.